# Región de Galicia
La región de Galicia fue una entidad de la organización territorial de España creada tras la división territorial de Javier de Burgos en 1833. Como el resto de regiones definidas en dicha división territorial, carecía de cualquier tipo de competencias y de órganos comunes a las provincias que agrupaba, siendo únicamente una clasificación de las mismas. Estaba formada por las provincias de La Coruña, Lugo, Orense y Pontevedra.
Hubo varios intentos de dotar a esta región de autonomía, primero con el proyecto de constitución federal de la I República y más tarde, en la segunda república con el estatuto de autonomía aprobado en plebiscito en 1936 que no se llegó a aplicar debido al comienzo de la guerra civil. Finalmente se constituyó como comunidad autónoma en 1981.